# Miconia hematostemon
Miconia hematostemon är en tvåhjärtbladig växtart som beskrevs av Charles Victor Naudin. Miconia hematostemon ingår i släktet Miconia och familjen Melastomataceae.
Artens utbredningsområde är Colombia. Inga underarter finns listade i Catalogue of Life.